# Nikaia
Nikaia este un oraș în Grecia în periferia Attica.